# Otto Sawicki
Otto Sawicki (* 28. Oktober 1932 in Czernowitz; † 28. Dezember 2016) war ein deutscher Theaterschauspieler und Regisseur.

## Leben
Der Sohn eines Polizisten wurde 1932 in der Bukowina als rumänischer Staatsbürger geboren. Infolge des Hitler-Stalin-Paktes siedelte die Familie nach Wien, dann nach Schlesien und nach dem Zweiten Weltkrieg schließlich nach Niedersachsen über. Hier studierte er zunächst Elektrotechnik und trat an Laienbühnen auf. Aufgrund eines Vorsprechens bei Kurt Ehrhardt, dem damaligen Generalintendanten des Landestheaters Hannover, orientierte sich Sawicki beruflich um und absolvierte ein Schauspielstudium in Hannover. Es folgten Bühnenengagements in Regensburg, Flensburg, Wiesbaden und Mainz. 1971 wechselte er ins Ensemble des Theaters Lübeck, dem er bis zu seinem altersbedingten Ausscheiden 1998 angehörte. Sawicki verkörperte den „Malvolio“ in Shakespeares Was ihr wollt, den „Polonius“ im Hamlet oder den depressiven alternden Schauspieler in Tankred Dorsts Ich, Feuerbach. 1997 wurde er anlässlich seines 65. Geburtstages zum Ehrenmitglied des Theaters Lübeck ernannt. Ein Jahr später gab er dort mit einer Inszenierung von Gunther Beths Trau keinem über sechzig seine Abschiedsvorstellung. Es folgten weitere Bühnenauftritte wie als „Müllkutscher Doolittle“ in My Fair Lady am Theater Bremen. Außerdem führte er mehrfach an der Niederdeutschen Bühne Lübeck Regie.
Vor der Filmkamera war Sawicki hingegen selten zu sehen. Er wirkte in kleineren Rollen in Spielfilmen wie Alfred Vohrers Puschkin-Adaption Und der Regen verwischt jede Spur und Fernsehfilmen der Kriminalreihe Tatort und spielte Gastrollen in Krimisehserien wie I. O. B. – Spezialauftrag, Großstadtrevier und der Vorabendserie Der Landarzt, in der er über mehrere Folgen die Rolle der Nebenfigur „Fritz Helgert“ verkörperte.
Gelegentlich übernahm Sawicki auch Aufgaben im Bereich der Synchronisation wie beispielsweise für die US-amerikanische Fernsehserie Die Zeitreisenden.

## Filmografie (Auswahl)
- 1972: Und der Regen verwischt jede Spur
- 1977: Tatort: Reifezeugnis
- 1980: I. O. B. – Spezialauftrag – Stimmen von gestern
- 1983: Tatort: Der Schläfer
- 1987: Der Landarzt
- 1992: Schlafende Hunde
- 1986–1997: Großstadtrevier